# 와일드 팽
〈와일드 팽〉(일본어: ワイルドファング, 영어: Wild Fang) 또는 〈테크모 나이트〉(영어: Tecmo Knight)는 테크모에서 제작, 1989년에 출시한 진행형 격투 게임이다. 아케이드로 출시되었으며, 이식된 기종은 없다.